# BYU College of Religious Education
El BYU College of Religious Education lleva a cabo varios programas relacionados con la enseñanza del mormonismo en la Universidad Brigham Young. En el pasado ha concedió varios másteres y doctorados en Educación Religiosa. 

## Programas
En la actualidad el BYU College of Religious Education posee dos programas:
- Un MA en educación religiosa dedicado a empleados a tiempo completo del Sistema Educativo de la Iglesia.
- Un MA para los capellanes militares.

La mayoría de los estudiantes de este college estudian otros grados.
Los estudiantes de licenciatura de BYU tienen que realizar un curso de religión cada semestre.

## Departamentos
El BYU College of Religious posee dos departamentos:
- Historia de la Iglesia.
- Doctrina y Escritura Antigua.

Ambos se centran en cursos relacionados con Doctrina y Convenios, el trabajo misional, la historia religiosa de La Iglesia de Jesucristo de los Santos de los Últimos Días y los templos mormones.
Estos cursos se centró principalmente en la doctrina y la teología y son en gran medida de naturaleza devocional. BYU también ofrece cursos orientados de una forma más histórica sobre la historia de la Iglesia Mormona a través de su departamento de historia, algunos de los cuales los enseñan profesores que pertenecen al departamento de religión.
El departamento de Escritura Antigua realiza cursos relacionados con la Biblia, el Libro de Mormón y La Perla de Gran Precio.